# Cystopteris × montserratii
Cystopteris × montserratii là một loài dương xỉ trong họ Cystopteridaceae. Loài này được Prada & Salvo mô tả khoa học đầu tiên năm 1985.
Danh pháp khoa học của loài này chưa được làm sáng tỏ. 